# Hans Schlup
Hans Schlup (* 2. Juli 1936; † 8. Juli 1996) war ein Schweizer Offizier. Er war von 1989 bis 1990 Chef des Schweizerischen Nachrichtendienstes.
Schlup war Instruktionschef der Versorgungstruppen, ehe er zum Brigadier befördert wurde. 1993 wurde er vom Bundesrat zum Militärattaché der Schweizer Botschaft in Washington, D.C. ernannt.
Schlup arbeitete als Divisionär auch in Neu-Delhi. Ihm wurde von Nationalrat Jean Ziegler die Beteiligung am Fichenskandal vorgeworfen.